# О ле Ао о ле Мало
О ле Ао о ле Мало титула је коју носи државни поглавар Независне Државе Самое, а која у слободном преводу значи поглавица владе (ао је на самоанском титула која је резервирана за поглавице уопште, док мало значи „влада"). По правилу се ословљава са Његово Височанство. 
Ова функција је предвиђена делом III Устава Самое из 1960. године. Тада се очекивало да ће бити биран између четири краљевске поглавице али то није предвиђено Уставом те се Самоа сматра за републику а не уставну монархију. Ова функција је углавном церемонијалног карактера.
Тренутни О ле Ао о ле Мало је Туи Атуа Тупуа Тамасесе Тупуола Туфуга Ефи који је изабран за први мандат 16. јуна 2007. а реизабран је у јулу 2012. 

## Дужности
О ле Ао о ле Мало има углавном церемонијалне дужности, док стварну власт врши самоански премијер. Стицањем независности 1962. године именована су два доживотна о ле Ао о ле Мало — Малиетоа Танумафили II (4. јануар 1913 — 11. мај 2007) и Тупуа Тамасесе Меаоле (1905 - 1963). Након смрти Тупуа Тамасесеа Меаолеа 1963. године, Малиетоа Танумафили наставио је да обавља дужност, све до своје смрти 2007. године. Његов наследник је Тупуа Тамасесе Тупуола Туфуга Ефи, којег је 16. јуна 2007. изабрала самоанска Законодавна скупштина, која се назива Фоно, на време од пет година.

## Дилеме око статуса
Постоје одређене несигурности и несугласице око тог треба ли се о ле Ао о ле Мало сматрати председником с церемонијалним дужностима (какав има положај у већини парламентарних република) или монархом. У прилог тези да га треба сматрати председником леже чињенице да ће се особе које ће обављати те дужности од сада бирати на време од пет година из народа, да ће га моћи сменити парламент који ће да га и изабере, али и да недостају стилови и форме које су карактеристичне за монархије. С друге пак стране, у прилог тези да се ради о монарху леже чињенице да су досадашњи поглавари обављали дужност доживотно, да су били из редова традиционалног самоанског племства, те да су се ословљавали с Ваша висости, начин који је резервиран искључиво за монархе. Према једном схватању Самоа је била монархија по свом облику владавине за време Малиетоа Танумафилиа, која је престала након његове смрти. Устав Самое не дефинише да ли је држава по облику владавине република или монархија, али најпрецизнији опис државног уређења био би аристократска република. Кад се писао Устав постојала су очекивања да ће будући шефови државе бити из редова врховних поглавица, међутим, данас нема правне основе за таква очекивања. Држава данас треба да се исправно сматра републиком.

## Списак
- Малијетоа Танумафили II (1.1.1962. — 11.5.2007) – изабран доживотно и служио заједно са Тупуа Тамасесе Меаоле.
- Тупуа Тамасесе Меаоле (1.1.1962. — 5.4.1963) – изабран доживотно и служио заједно са Малијетоа Танумафили II.
- Туфуга Ели и Ваалетоа Суалауви II (11.5.2007 — 20.6.2007) – вршиоци дужности изабрани из састава парламента.
- Туфуга Ефи (20.6.2007 — 21.7.2017) – син Тупуа Тамасесе Меаоле, изабран 2007, реизабран 2012.